# Menhir von Moyvoughly
Der Menhir von Moyvoughly (irisch Maigh Bhachla) steht auf einem kleinen Hügel, nahe einer Feldgrenze, etwa 1,5 km westlich von Moyvoughly (irisch Maigh Bhachla), nördlich von Moate im County Westmeath in Irland. 
Der Menhir (englisch Standing stone)  ist etwa 2,8 m hoch, 1,4 m breit und 50 cm dick. In der Nähe befindet sich ein etwa 1,5 × 1,5 × 50 cm großer liegender Stein. Andere Steine, die mit dem Steinpaar in Verbindung gebracht werden könnten, können durch die Feldgrenze verdeckt sein.
In der Nähe steht der Menhir von Snimnagorta.